# Kimmirut
Kimmirut es una aldea canadiense situada en el territorio de Nunavut.

## Superficie
Kimmirut tiene una superficie de 2,3 km².

## Demografía
En 2021, tenía 426 habitantes, una densidad poblacional de 184,9 hab./km², y 150 viviendas.